# Robert Gustav Schram
Robert Gustav Schram (født 18 januar 1850 i Lemberg, død  23 december 1923 i Wien) var en østrigsk astronom og geodæt.
Schram studerede i Wien og blev i 1872 assistent ved observatoriet i Genève. Han flyttede 1873 til Wien, hvor han blev Theodor von Oppolzers assistent ved den østrigske gradmåling og efter dennes død 1887 dets leder. Sideløbende med sit arbejde med gradmålingen, fremlagt i 14 bind, udgivet 1889-1907 sammen med Edmund Weiss, publicerade Schram i fagtidsskrifter talrige mindre skrivelser af kronologisk indhold. Af hans større publikationer kan nævnes Hilfstafeln für Chronologie (1883, ny udgave under titlen Kalendariographische und chronologische Tafeln 1908).
Som Oppolzers assistent arbejdede han en del med beregninger af solformørkelser og udgav Tafeln zur Berechnung der näheren Umstände der Sonnenfinsternisse (1866), Reduktionstafeln für den Oppolzer'schen Finsterniss Canon (1889), Eclipses of the Sun in India (1896). Efter Oppolzers død fuldendte og udgav Schram dennes arbejde Zum Entwurf einer Mondtheorie gehörende Entwickelung der Differentialquotienten (1887).